# گورنگا کوپینوویتسا
گورنگا کوپینوویتسا (به صربی: Gornja Kupinovica) یک روستا در صربستان است که در لسکواس واقع شده‌است. گورنگا کوپینوویتسا ۱۸۹ نفر جمعیت دارد.